# 大相岭
大相岭又称相公岭或泥巴山，位于川西高原东部，中国四川省雅安市汉源县、荥经县及眉山市洪雅县、乐山市金口河区之间，西为二郎山，东到峨眉山，是大渡河与青衣江的分水岭。海拔约3000米，最高峰轿顶山高3552米。108国道由北向南穿过，山口处海拔为2552米。山脉南北景观差异明显，历史上有“清风、雅雨、干富林”一说。南部较为干燥，植被分布稀少，山北则湿润且适宜植物生长。山北为四川多雨地区，年降水量可高达2400毫米。山体主要由古生代变质岩和花岗岩以及中生代的红色砂岩构成，含有煤、磷、铁、菱镁矿等矿产。山脉东坡有大熊猫栖居。